# Krombach (Baviera)
Krombach es un municipio alemán, ubicado en el distrito de Aschaffenburg, en la región administrativa de Baja Franconia, en el Estado federado de Baviera. Asimismo, forma parte de la comunidad administrativa (Verwaltungsgemeinschaft) de Schöllkrippen.